# Эндофтальмит
Эндофтальмит (endophthalmitis; греческий «endon» внутри + «ophthalmos» глаз + -itis) — это гнойное воспаление внутренних оболочек глазного яблока с образованием экссудата в стекловидном теле.
Причинами эндофтальмита являются ранения глазного яблока, в результате которых и заносится инфекция, возможны случаи осложнений после операций. Может приводить к панофтальмиту.
Существует опасность как полной потери зрения, так и потери глаза как органа.

## Виды
Различают эндогенный и экзогенный эндофтальмиты. Эндогенный эндофальмит возникает у пациентов с ослабленным иммунитетом или интоксикацией, вследствие заноса микроорганизмов в капилляры ресничного тела и радужки из воспалительных очагов в организме (абсцессы, фурункулы, пневмония, менингит, септический эндокардит). Экзогенный эндофальмит, или септическая эндофтальмия, может быть вызван полостными операциями или проникающими ранениями глазного яблока (при прободных язвах роговицы, после операций), встречается чаще, чем эндогенный эндофальмит.

## Симптомы
Резкая боль в глазу, снижение остроты зрения, видимое сильное воспаление глаза. Характерный симптом — желтовато-серый рефлекс в области зрачка, вызванный абсцессом в стекловидном теле. Этот рефлекс может быть обнаружен при исследовании методом проходящего света или при биомикроскопии глаза.

## Лечение
Обычно назначаются антибиотики широкого спектра действия — внутрь глаза в больших дозах, сульфаниламиды, противовоспалительные средства.
При раннем, комплексном лечении исход может быть благоприятным — удается сохранить остаточное зрение. При неблагоприятном течении развивается панофтальмит, результатом которого становятся слепота и потеря глаза — в том числе иногда, при тяжёлом течении болезни, может потребоваться эвисцерация глаза.
Профилактика эндофтальмита включает санацию очагов воспаления, как можно более раннее комплексное лечение проникающих ранений глаза ((включая удаление инородных тел), использование антибиотиков широкого спектра действия при полостных операциях глазного яблока и в послеоперационный период.